# Ashikaga
     För staden med detta namn, se Ashikaga (stad).
Ashikaga (足利幕府), även Muromachi (室町時代), var en period i Japans historia mellan åren 1338 och 1573.
Efter att ha tagit makten från Kamakura-shogunatet påbörjade kejsar Go Daigo ett återställande av den gamla kejsarmakten i något som kallas Kenmurestaurationen. Han återupprättade den civila regeringens gamla organ, men han saknade förmågan att kontrollera det feodala samhälle som vuxit fram och när han allierade sig med Ashikaga Takaujis fiende så vände sig denne emot honom och erövrade huvudstaden 1336. Go Daigo flydde och upprättade ett nytt hov i Yoshino vilket gjorde att det kom att bli två olika linjer av kejsarfamiljen som utropade varsin kejsare. Under de kommande två åren utgjorde Ashikaga Takauji den faktiska härskaren, men först 1338 antog han titeln shogun och etablerade Ashikaga-shogunatet.
Ashikaga Takauji försökte skapa ett centraliserat politiskt system med säte i Kyoto. Takauji var inte någon självklar ledare, han var endast den mest framgångsrike bland många framstående krigare. Varken han eller någon av hans efterkommande kunde göra anspråk på lojaliteten från majoriteten av alla länsherrar som Minamoto no Yoritomo hade kunnat. Ashikaga-shogunatet kunde från början utöva en stark kontroll över daimyo men allteftersom daimyoernas styrka tilltog så blev en allt osäkrare koalition och stridigheter förekom ofta genom hela Ashikaga-shogunatets existens. Eftersom Ashikaga år 1378 flyttade sitt högkvarter till Muromachi-området i Kyoto kallas ibland tiden mellan 1378 och 1573 för Muromachiperioden.
Go Daigos alternativa hov i Yoshino skapade en stor mängd hämnd och krig mellan daimyo som sade sig representera det ena eller det andra hovet. Därför tvingade den tredje shogunen av Ashikaga, Yoshimitsu, hovet i Yoshino att återvända till Kyoto mot ett löfte om att varannan kejsare skulle komma från det södra, och varannan kejsare från det norra hovet. Samtidigt eliminerade Yoshimitsu sina mäktigaste fiender och kunde på så sätt skapa de 30 mest stabila åren under Ashikaga-shogunatet med början 1399.
Efter Ouninkriget (1467 - 1477) förlorade shogunatet sin makt och Ashikagaperioden övergick i Sengokuperioden.

## Perioder
Följande perioder i den japanska tideräkningen infaller under Nanboku-chō:
- Det delade Japan (Nanboku-chō): Södra tronen
  - 1336 延元 Engen
  - 1340 興国 Kōkoku
  - 1346 正平 Shōhei
  - 1370 建徳 Kentoku
  - 1372 文中 Bunchū
  - 1375 天授 Tenju
  - 1381 弘和 Kōwa
  - 1384 元中 Genchū (Genchū 9 motsvarar Meitoku 3 efter återföreningen)

- Det delade Japan (Nanboku-chō): Norra tronen
  -     - 1332 正慶 Shōkei Användes av det konkurrerande kejsarhuset Jimyōintō som kom att bilda den norra tronen.
    - 1336 Den tidigare kenmuperioden fortsätter ytterligare två år vid den norra tronen.

  - 1338 暦応 Ryakuō
  - 1342 康永 Kōei
  - 1345 貞和 Jōwa
  - 1350 観応 Kanō (Kannō)
  - 1352 文和 Bunna
  - 1356 延文 Enbun
  - 1361 康安 Kōan
  - 1362 貞治 Jōji
  - 1368 応安 Ōan
  - 1375 永和 Eiwa
  - 1379 康暦 Kōryaku
  - 1381 永徳 Eitoku
  - 1384 至徳 Shitoku
  - 1387 嘉慶 Kakei
  - 1389 康応 Kōō
  - 1390 明徳 Meitoku

Efter återföreningen:
- 1394 応永 Ōei
- 1428 正長 Shōchō
- 1429 永享 Eikyō
- 1441 嘉吉 Kakitsu
- 1444 文安 Bunnan
- 1449 宝徳 Hōtoku
- 1452 享徳 Kyōtoku
- 1455 康正 Kōshō
- 1457 長禄 Chōroku
- 1460 寛正 Kanshō
- 1466 文正 Bunshō

### Fotnoter
1. ↑  Ingemar Ottosson. ”Muromachiperioden”. Nationalencyklopedin. Bokförlaget Bra böcker AB, Höganäs. http://www.ne.se/uppslagsverk/encyklopedi/l%C3%A5ng/muromachiperioden. Läst 8 maj 2015.